# 화개장
화개장은 경상남도 하동군 화개면에서 열리는 오일장이다. 하동군 상인과 구례 광양 상인이 같이 장사하는 영남·호남 화합의 상징으로 유명하다. 화개장터라는 노래를 통해 더욱 유명해졌다.

## 사진

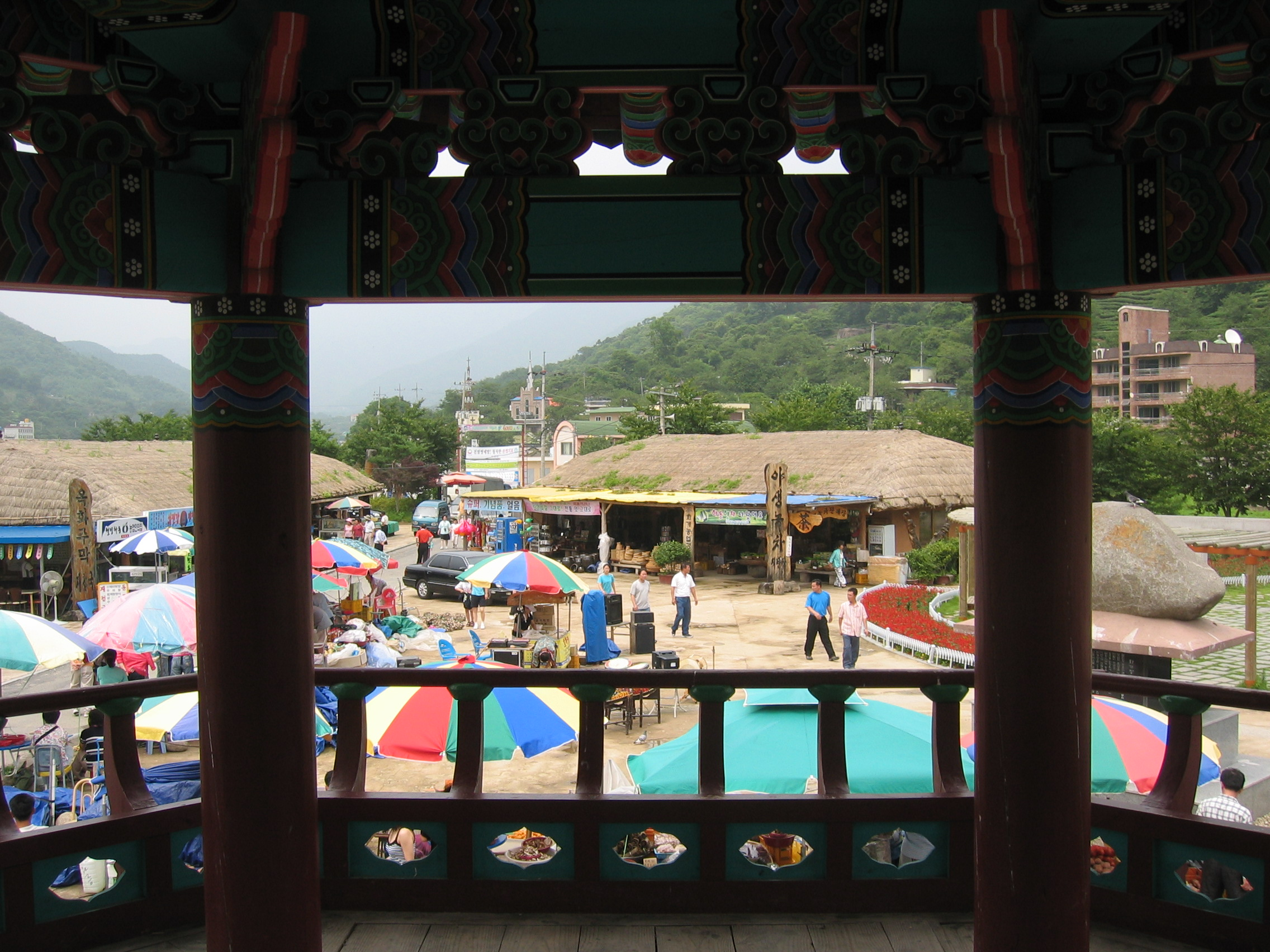
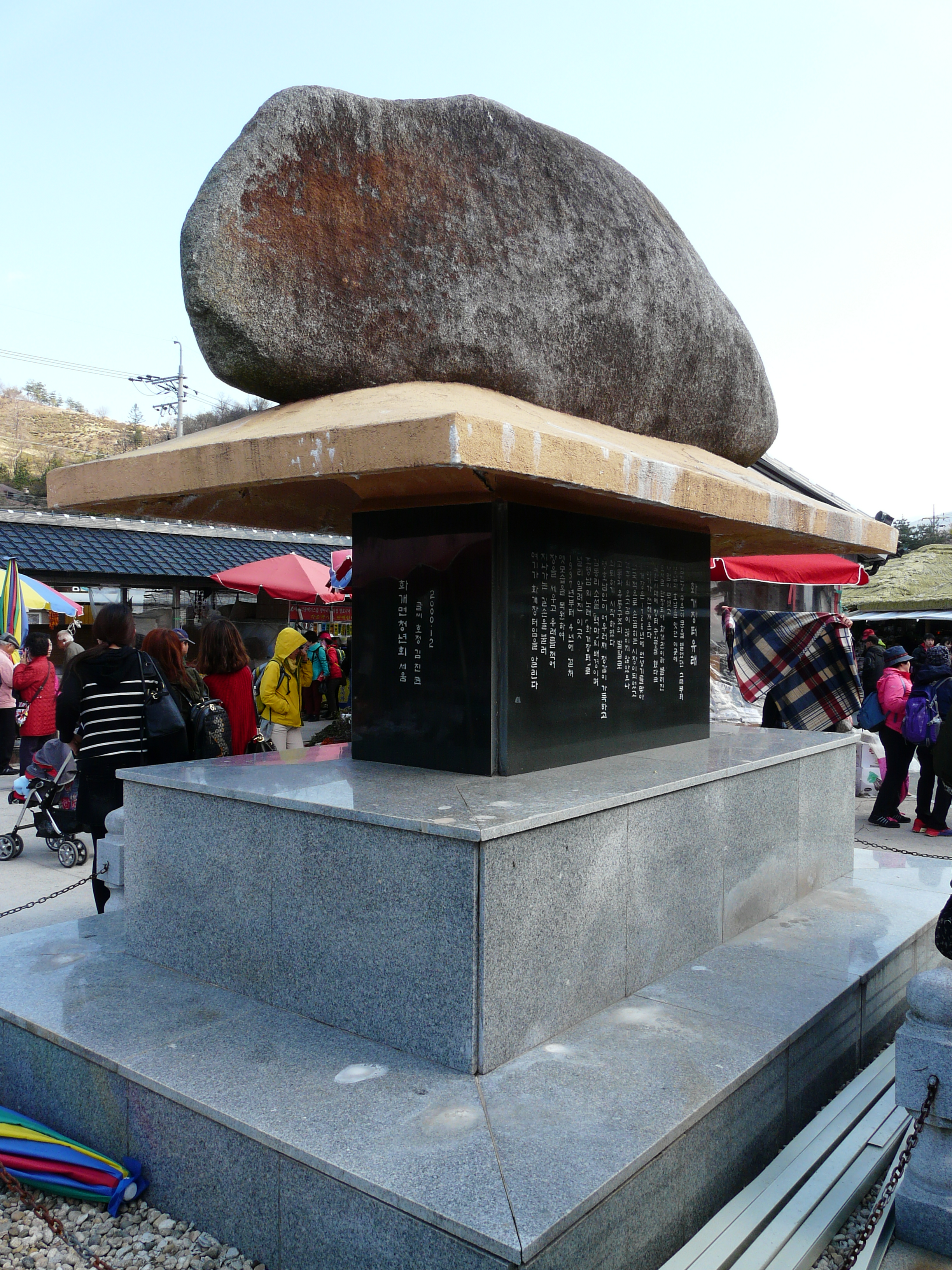
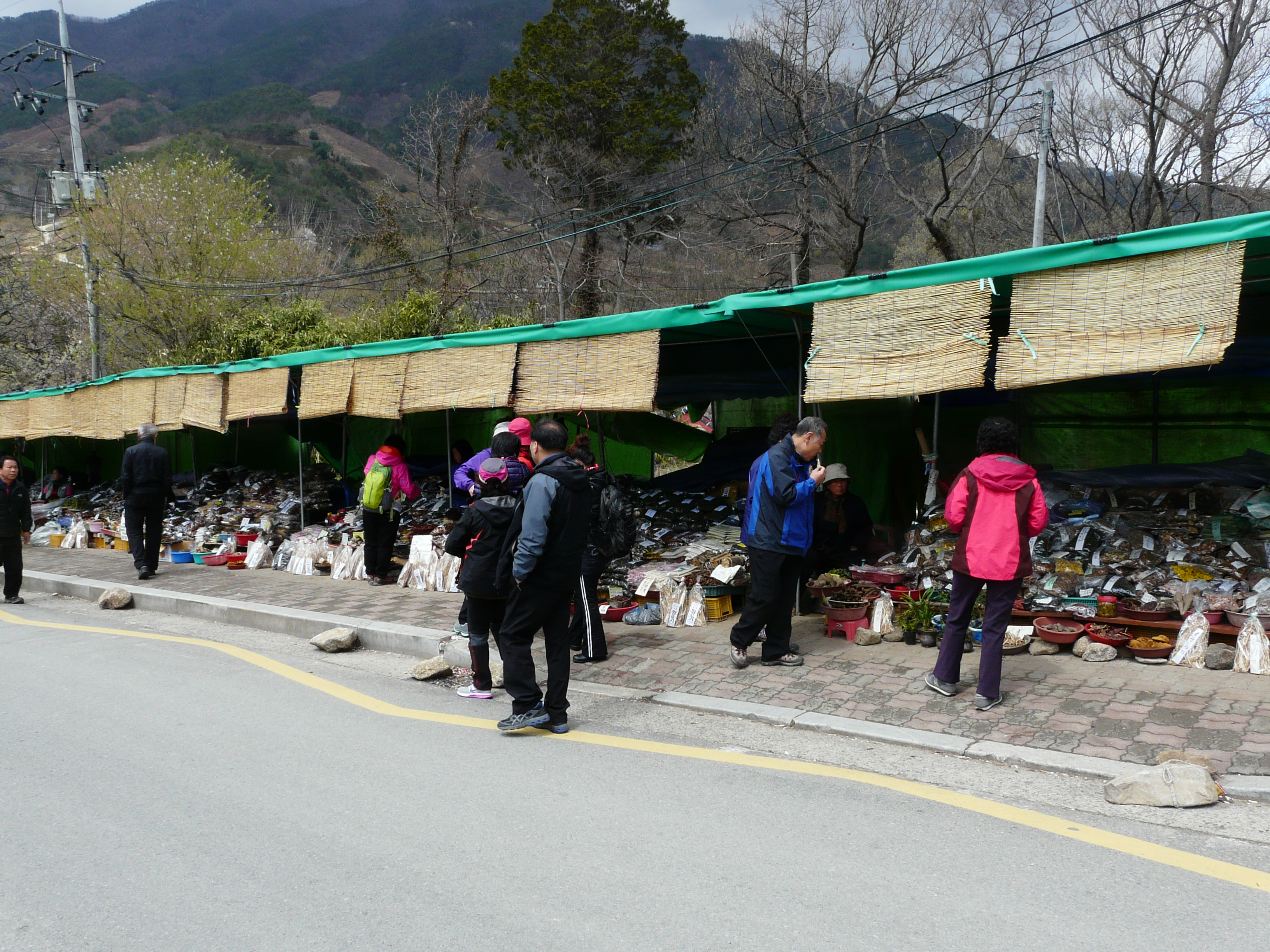
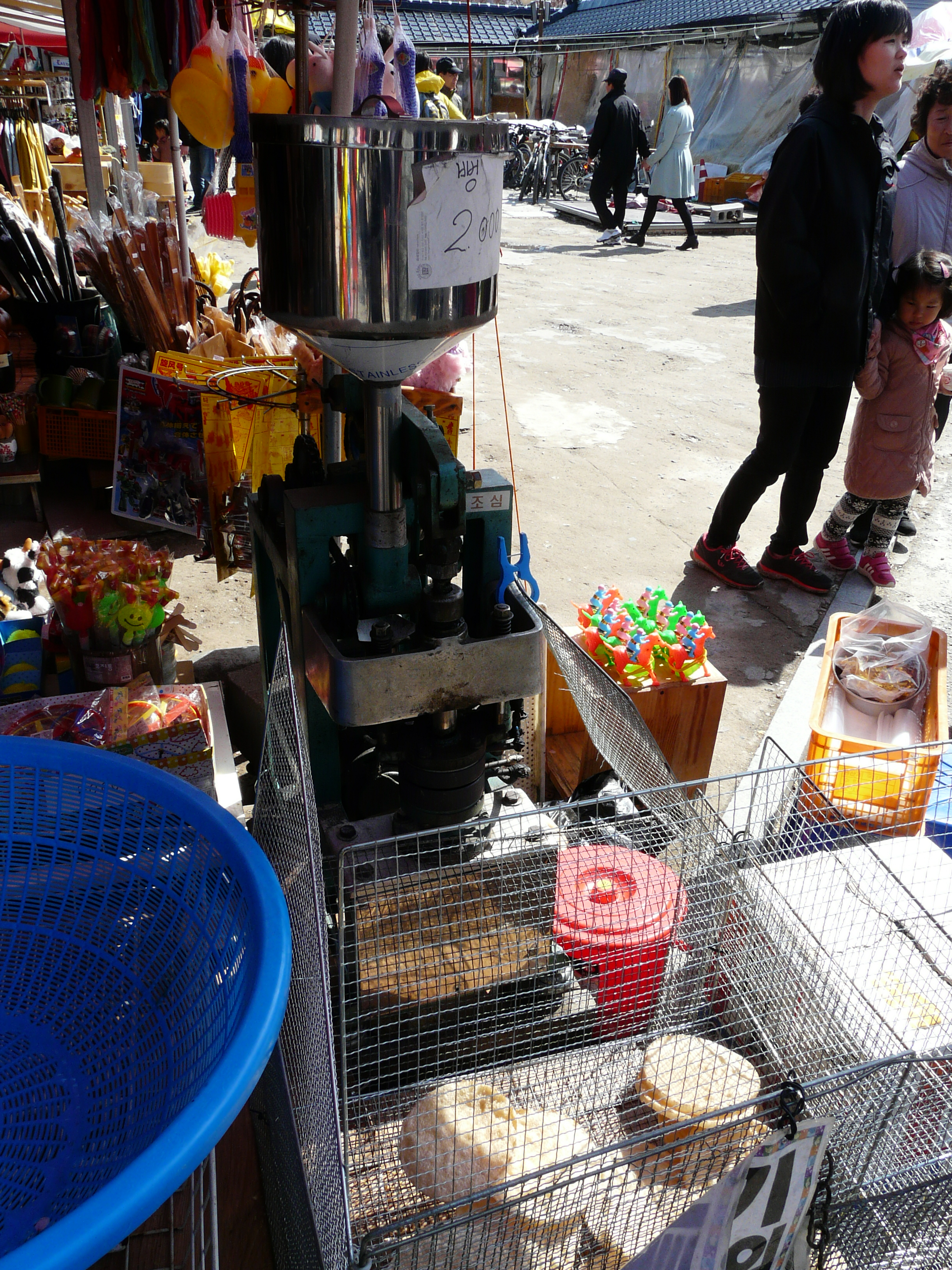
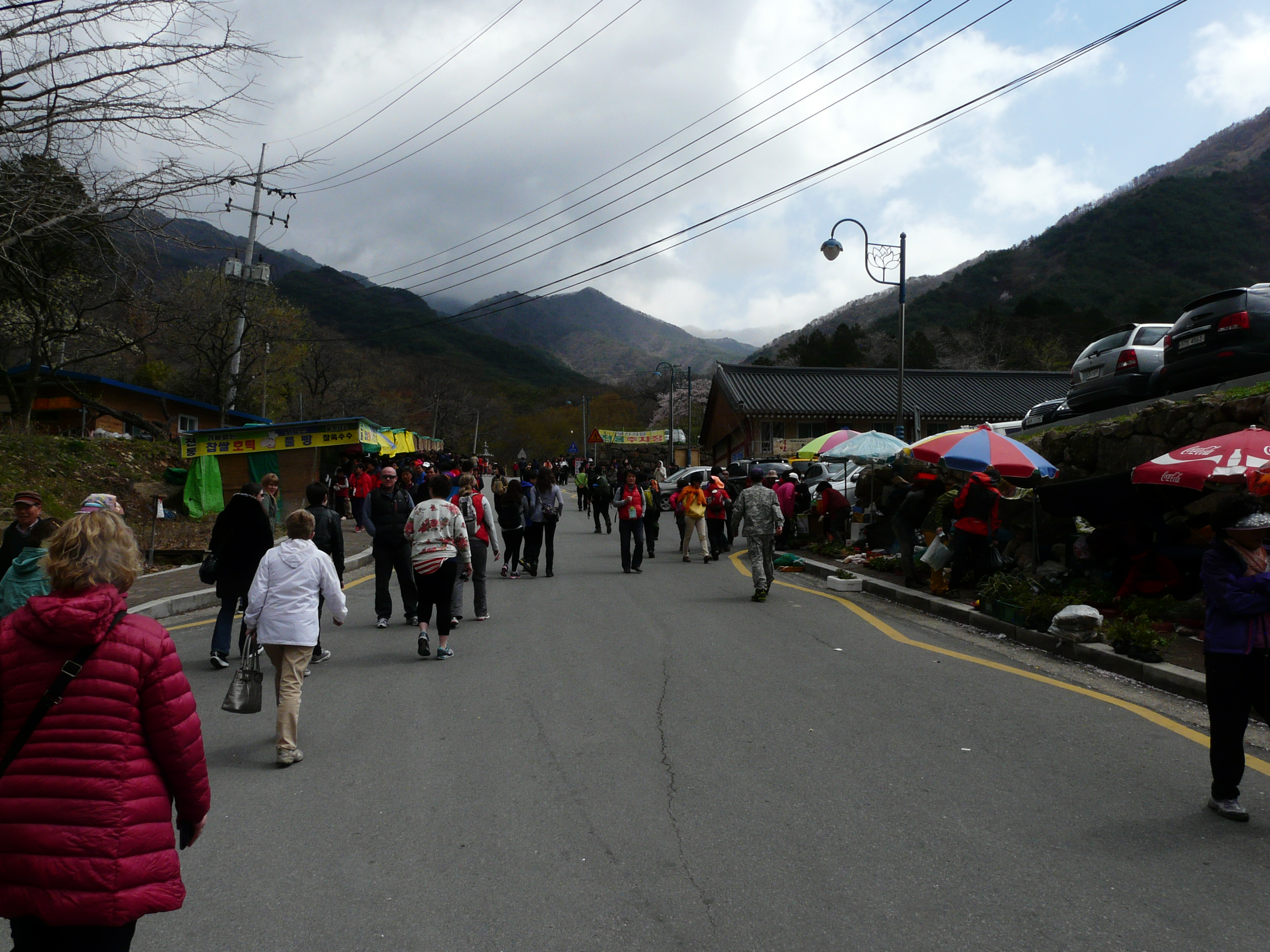

## 주변 관광지
- 쌍계사
- 지리산국립공원
- 최참판댁